# Õha
Koordinaten: 58° 24′ N, 22° 32′ O
Õha ist ein Dorf (estnisch küla) auf der größten estnischen Insel Saaremaa. Es gehört zur Landgemeinde Saaremaa (bis 2017: Landgemeinde Lääne-Saare) im Kreis Saare.
Das Dorf hat drei Einwohner (Stand 1. Januar 2016). Seine Fläche beträgt 3,7 km².